# مسابقات قهرمانی فوتبال جهان
مسابقات قهرمانی فوتبال جهان که به عنوان مسابقات قهرمانی بریتانیا یا مسابقات قهرمانی بین‌المللی باشگاه‌ها نیز شناخته می‌شود، یک مسابقه فوتبال دوستانه بود که بین قهرمانان باشگاهی انگلیس و اسکاتلند به‌طور منظم، اما نه سالانه، در اواخر قرن نوزدهم و اوایل قرن بیستم برگزار می‌شد. با درجات مختلف توجه مطبوعات و علاقه عمومی. شاید بیشترین تبلیغ در آن زمان تحت عنوان «مسابقات قهرمانی جهانی» تورنمنت ۱۸۸۸ بین رنتون و وست برومویچ آلبیون بود، در حالی که در عصر مدرن، توجه مورخان توجه بیشتری را به مسابقات مربوط به ساندرلند، به ویژه مسابقه ۱۸۹۵ جلب کرد.

## تاریخچه

### دهه ۱۹۷۰
مسابقات بین برندگان جام حذفی انگلیس و اسکاتلند از اکتبر ۱۸۷۶ انجام شد، زمانی که واندررز به کویینز پارک در استادیوم اووال در لندن باخت. گزارش‌های مطبوعاتی آن زمان به این واقعیت اشاره چندانی نمی‌کردند که هر دو دارنده جام اصلی کشورشان بودند، و این مسابقه تکرار ترتیباتی از سال قبل بود. به نظر می‌رسد که یک بازی برگشت در گلاسگو در طول فصل ۱۸۷۶–۷۷ برنامه‌ریزی شده بود (همان‌طور که در ۱۸۷۵–۷۶ رخ داد)، اما به دلیل اختلاف بر سر هزینه‌ها، هیچ سابقه‌ای از وقوع آن وجود ندارد. دیدار بعدی بین برندگان جام در آوریل ۱۸۷۸ بین واندررز و ویل آف لون (هر دوی آنها به تازگی جام‌های مربوطه را حفظ کرده بودند) بود که مجدداً در لندن برگزار شد که به سود تیم اسکاتلندی تمام شد و هیچ هیاهوی زیادی در مورد اهمیت آن وجود نداشت. ویل آف لون همچنین در مسابقه بعدی در دسامبر ۱۸۷۹ شرکت کرد، زمانی که آنها اولد اتونیانز را در اولین پارک همپدن شکست دادند، اولین مسابقه‌ای که در اسکاتلند و در شرایط آب و هوایی دشوار برگزار شد.

### دهه ۱۹۸۰
در ماه مه ۱۸۸۰، کوئینز پارک در گلاسکو، کلافام روورز را شکست داد (با درآمد حاصل از مسابقه به صندوق یادبود ویلیام دیک، دبیر اس‌اف‌ای که اخیراً درگذشت) سپس این کار را در لندن و در ماه فوریه تکرار کرد. عنکبوت‌ها سپس در ژانویه ۱۸۸۲ در همپدن اولد کارتوسیانس را ۸–۰ شکست دادند (دوباره در آب و هوای بسیار بد، و نتیجه نیز عجیب بود زیرا فارغ‌التحصیلان مدرسه چارترهاوس یک روز بعد ویل آف لون را ۲–۱ شکست دادند). بدون اینکه هیچ بازی برگشتی برگزار شده باشد. همه این مسابقات با جزئیاتی توسط روزنامه‌ها گزارش شد، اما هیچ اشاره‌ای به قهرمانی رسمی، چه «بریتانیا» یا «جهان» نشد.
این وضعیت تا حدودی در سپتامبر ۱۸۸۳ تغییر کرد، زمانی که مسابقه دومبارتون در برابر المپیک بلکبرن در اسکاتلند در چندین نشریه به عنوان «مسابقات قهرمانی بریتانیا» نامیده شد. این منجر به پیروزی قانع کننده برای دومبارتون شد. مشخص نیست که آیا یک بازی برگشت در فوریه ۱۸۸۴ (برنده بازی با المپیک بلکبرن) به عنوان بازی برگشت همان تساوی در نظر گرفته شده‌است یا خیر. وضعیت در آن زمان تا حدودی به دلیل این واقعیت پیچیده بود که تیم‌های اسکاتلندی می‌توانستند و وارد جام حذفی انگلیس می‌شدند، تا حدودی ایده وجود دو مسیر مجزا برای کسب جام‌ها را نفی می‌کرد: نمونه بارز آن تنها یک هفته پس از آن بود. زمانی که المپیک بلکبرن در نیمه نهایی جام حذفی ۱۸۸۳–۸۴ در ناتینگهام با کوئینز پارک بازی کرد. اسکاتلندی‌ها (که در آن زمان جام اسکاتلند را دریافت کرده بودند، زمانی که ویل آف لون از بازی در تاریخ مقرر خودداری کرد) به فینال جام حذفی ۱۸۸۴ صعود کردند، جایی که ۲–۱ به بلکبرن روورز، تیم دیگری از همان شهر لانکاشر باختند. اگرچه هر دو باشگاه چندین بازی دوستانه برون مرزی دیگر را در سال بعد انجام دادند، اما تا فینال جام حذفی ۱۸۸۵ که در آن زمان وضعیت کوئینز پارک به عنوان دارنده جام اسکاتلند به پایان رسیده بود (در اوایل اکتبر درحالی که از شکست برابر بتلفیلد شوکه شده بودند، درحالی که رنتون در ماه فوریه این عنوان را بدست آورد حذف شدند) دیگر با یکدیگر دیدار نکردند؛ بنابراین دومین فینال جام حذفی انگلیس و اسکاتلند در ۴ آوریل ۱۸۸۵ برگزار شد که مجدداً بلکبرن روورز به پیروزی رسید - (همچنین نمی‌تواند دیدار واقعی قهرمانان سلطنتی انگلیس و اسکاتلند در نظر گرفته شود). در طول فصل بعد، روورز هرگز رنتون را ملاقات نکرد، اما دو بار در آن دوره کوئینز پارک را به چالش کشید (مسابقه‌هایی که به دلیل قانونی که توسط اتحادیه فوتبال اسکاتلند وضع شده بود که هیچ حرفه‌ای که در بلکبرن استخدام شده بود نمی‌توانست در آن شرکت کند، قابل توجه است و تیم‌های موقت در نتایج خانه و خارج از خانه شکست خوردند. برنده جام حذفی ۱۸۸۶ برای سومین بار متوالی بلکبرن روورز بود در حالی که کویینز پارک نسخه اسکاتلندی را پس گرفت، اما بار دیگر این حریفان آشنا ترتیبی ندادند که در فصل بعد با یکدیگر روبرو شوند. روورز این بار با رنتون بازی کرد.
مسابقه‌ای در آوریل ۱۸۸۷ در پری بار، بیرمنگام بین تیم‌هایی که به تازگی جام‌های مربوطه را برده بودند، هیبرنین و استون ویلا برگزار شد که تیم میزبان با نتیجه ۳–۰ پیروز شد. گفته می‌شود روزنامه‌های محلی این را به عنوان یک بازی دفاکتو قهرمانی جهان گزارش کرده‌اند، با این حال، نشریات اسکاتلندی هرالد گلاسگو و اسکاتسمن در مورد آن بدون عبارات بزرگتر یا جزئیات بیشتر از چندین مسابقه چالشی فرامرزی دیگر در آن آخر هفته و جلسات مشابه سال‌های گذشته، با تأیید وضعیت شرکت کنندگان فقط به صورت گذرا. گفته می‌شود که هیبرنین پس از باخت در این مسابقه، بازی دوستانه اوت ۱۸۸۷ خود را در برابر پرستون نورث اند (که با نتیجه ۲–۱ پیروز شد) را به عنوان «قهرمانی فوتبال اتحادیه جهان» تبلیغ کرد و بنابراین این افتخار را کسب کرد. با این حال، در حالی که پرستون به عنوان یکی از تیم‌های پیشرو در آن دوره ظاهر می‌شد و حریف قوی اسکاتلندی را در قالب کویینز پارک و رنتون در جام حذفی ۱۸۸۶–۸۷ شکست داده بود، در نیمه نهایی به وست برومویچ شکست خورد.
جام حذفی ۱۸۸۶–۸۷ آخرین دوره‌ای بود که باشگاه‌های اسکاتلندی در آن شرکت کردند و رنجرز به نیمه نهایی رسید. با پایان یافتن مسابقات برون مرزی در سطح رسمی، توجه زیادی در مطبوعات به دیدار رنتون، قهرمان جام حذفی اسکاتلند ۱۸۸۷–۸۸ و وست برومویچ آلبیون، برنده جام حذفی ۱۸۸۷–۸۸ در مه ۱۸۸۸ معطوف شد. برخلاف بسیاری از باشگاه‌های انگلیسی، وست برومویچ فقط بازیکنان انگلیسی در تیم خود داشت و بنابراین این مسابقه جنبه بین‌المللی داشت. رنتون، که بازیکنانش همگی از جامعه کوچک خود در دانبارتونشایر سرچشمه می‌گیرند، در بحبوحه طوفان تندری در دومین پارک همپدن در گلاسکو، ۴–۱ پیروز شد؛ یک مسابقه مجدد در سرزمین سیاه تحت شرایط آرام‌تر محقق شد، اگرچه رنتون اعتبار خود را با پیروزی بر پرستون یک ماه بعد بیشتر نشان داد، و به دنبال آن برد برابر ساندرلند (دوبار) و استون ویلا در طول سالی که به عنوان «دارنده عنوان قهرمانی» بود، به دست آمد. یک جایزه کوچک اسپند - تنها جایزه فیزیکی شناخته شده از هر یک از این مسابقات - سفارش داده شد (امروز در موزه فوتبال اسکاتلند به نمایش گذاشته شده‌است) و علامت «قهرمانان جهان» در زمین تونتین پارک آنها نصب شد. که از تخریب آن در دهه ۱۹۲۰ جان سالم به در نبرد. سلطنت رنتون در مرحله نیمه نهایی جام حذفی اسکاتلند ۱۸۸۸–۸۹ توسط لانارک سوم، که جام را بلند کرد و با شکست ناپذیران پرستون نورث اند، که هر دو جام حذفی و لیگ فوتبال ۱۸۸۸–۸۹ از لیگ فوتبال انگلیس را برده بود، روبرو شد. نتیجه تساوی ۳–۳ بود، اگرچه گزارش‌های مطبوعات محلی با وجود برچسب باشکوهی که به مسابقه سال قبل و شهرت تیم پرستون (عمدتا اسکاتلندی) و موفقیت آن‌ها نشان داده بود، وضعیت بازی را در آن فصل کمی نشان می‌داد.
بدون هیچ نام رسمی، تاریخ یا عامل ثابت دیگری برای نشان دادن مسابقات «بریتانیا/قهرمانی جهانی»، تشخیص آنچه که ممکن است آخرین قسمت چنین رویدادی در نظر گرفته شود، با معرفی مسابقات لیگ ملی انگلیس پیچیده‌تر شد، اگرچه پیروزی دوگانه پرستون در سال‌های ۱۸۸۸–۸۹ به این معنی بود که یک سال دیگر وجود خواهد داشت که در آن مورد توجه قرار نمی‌گرفت. با پایان یافتن فصل ۱۸۸۹–۹۰، شرکت کنندگان بالقوه انگلیسی دوباره پرستون (لیگ فوتبال) و بلکبرن روورز (جام حذفی) بودند. با این حال، هیچ‌یک در مقابل کوئینز پارک دارندگان جام اسکاتلند در پایان آن فصل بازی نکرد (کوئینز پارک با بلکبرن در هفته‌های بین فینال اسکاتلند و فینال انگلیس بازی کرد)

### دهه ۱۸۹۰
لیگ فوتبال اسکاتلند در فصل ۱۸۹۰–۹۱ آغاز شد، که چهارمین شرکت کننده احتمالی را وارد ترکیب کرد و به‌طور منحصر به فرد پنجمین شرکت کننده پس از اولین نسخه آن، زمانی که رنجرز و دومبارتون پس از بازی پلی آف عنوان را به اشتراک گذاشتند. اورتون قهرمان لیگ انگلیس شد، در حالی که هارتس جام اسکاتلند را برد و بلکبرن معادل انگلیسی را حفظ کرد. بلکبرن و هارتس چند ماه قبل از قهرمانی در جام حذفی و همچنین در سال ۱۸۹۰ در ادینبورگ با یکدیگر بازی کرده بودند، اما در زمانی که دارنده آن بودند دیگر این کار را انجام ندادند. تنها دیدار مربوطه بین رنجرز و اورتون بود که در ابتدا در اولین پارک آیبروکس در اکتبر ۱۸۹۱ بازی کردند و تافی‌ها ۴–۱ پیروز شدند. مسابقه برگشت برنامه‌ریزی شده برای روز باکسینگ برگزار نشد و تا آوریل ۱۸۹۲ بود که رنجرز با پیروزی ۲–۰ در گودیسون پارک انتقام گرفت. گزارش‌های مطبوعاتی به وضوح مسابقات را به عنوان یک جفت در نظر می‌گرفتند، اما باز هم اشاره کمی به افتخار اضافی در خطر بود. در زمان تأخیر در بازی دوم، هر دو باشگاه وضعیت قهرمانی خود را از دست داده بودند، دومبارتون مدعی قهرمانی کامل اسکاتلند و ساندرلند جانشین اورتون شد. وست برومویچ آلبیون و سلتیک قهرمان جام حذفی شدند. باز هم فقط یک مسابقه وجود داشت که می‌توانست ادعای قهرمانی برون مرزی را داشته باشد، این مسابقه ساندرلند و سلتیک بود که در سپتامبر ۱۸۹۲ (۱–۰ به سود ساندرلند) برگزار شد و به سرعت در ماه بعد یک مسابقه معکوس انجام شد(۳–۰ به سود ساندرلند). سلتیک قهرمان لیگ اسکاتلند شد، اما در فصل بعد هیچ مسابقه مجددی بین آنها انجام نشد. در عوض، کویینز پارک برنده جام اسکاتلند در سال ۱۸۹۳ بود که به مصاف ساندرلند رفت، با بازی آوریل ۱۸۹۳ که در هرالد گلاسکو تا حدودی نامشخص به عنوان «بازی تعطیلات بین قهرمانان انگلیس و اسکاتلند» توصیف شد. ساندرلند دوباره ۴–۲ پیروز شد، دو روز پس از اینکه دومین قهرمانی آنها از نظر ریاضی مهر و موم شد. پس از آن کویینز پارک دو هفته بعد در گلاسکو به مصاف برنده جدید جام حذفی ولورهمپتون واندررز رفت و به‌طور کامل ۵–۰ پیروز شد.
به محض اعلام قهرمانان لیگ جدید ۱۸۹۳–۸۴ - به ترتیب استون ویلا و سلتیک - آنها در ۹ آوریل ۱۸۹۴ در بیرمنگام با هم ملاقات کردند که توسط داور اسکاتلندی عنوان «قهرمانی جهان» عنوان شد. یک بار دیگر تیم انگلیسی به برتری رسید، این بار با نتیجه ۳–۲. چند هفته بعد، برندگان جام نیز به مصاف هم رفتند، اولین باری که دارندگان هر دو جام در پی بردهایشان گرد هم آمدند و رنجرز با نتیجه ۳–۱ نوتس کانتی را شکست داد. این تیم‌ها تقریباً یک سال بعد دوباره با هم دیدار کردند (نوتس کانتی ۱–۰ پیروز شد)، در این مرحله آنها از نظر فنی همچنان دارندگان جام حذفی داخلی ۱۸۹۵ به تاریخ‌های بعدی منتقل شدند، اگرچه مشخص نیست که آیا این مسابقات باید به عنوان بازی‌های خانگی و خارج از خانه، یک بازی برگشت یا دو رویارویی نامرتبط دیده شود. تقریباً به محض اینکه این فینال‌های تغییر برنامه‌ریزی شده برگزار شد، قهرمان‌های لیگ مربوطه، هارتس و ساندرلند در ۲۷ آوریل ۱۸۹۵ در ادینبرو به مصاف هم رفتند، در مسابقه‌ای که روزنامه ساندرلند دیلی اکو در مورد آن اظهار داشت در ادینبورگ، مسابقه به عنوان «قهرمانی جهان» اعلام شد. با این حال، ممکن است شکی وجود نداشته باشد که این رویداد مهمی بود، زیرا ساندرلند و هارتس به ترتیب قهرمان لیگ‌های انگلیس و اسکاتلند هستند، به طوری که رویارویی آنها شخصیت بین‌المللی داشت. ساندرلند، که در آن زمان به عنوان «تیم همه استعدادها» شناخته می‌شد، تقریباً به‌طور کامل از بازیکنان اسکاتلندی تشکیل شده بود، ۵–۳ برنده شد. آنها همچنین در طول شش ماه بعد دو بار دیگر بازی کردند، از ادامه سریال توانایی قابل اثبات و مربیگری متخصصان اسکاتلندی در تیم ساندرلند و سایرین، همراه با یک سری نتایج ضعیف در بازی سالانه مقابل انگلیس، انجمن اسکاتلند را بر آن داشت تا سرانجام سیاست انتخاب خود را تغییر دهد و از انگلیسی‌ها دعوت کند. بازیکنان سال بعد برای تیم ملی بازی خواهند کرد.
در آوریل ۱۸۹۶، ساندرلند عنوان خود را به استون ویلا از دست داده بود، برنده جام حذفی شفیلد ونزدی بود، در حالی که هارتس به عنوان قهرمان لیگ توسط سلتیک جایگزین شده بود، اما مدعی جام اسکاتلند شده بود. هر دو ترکیب در هفته‌های پایانی فصل ۱۸۹۵–۹۶، با میزبانی سلتیک از استون ویلا و پیروزی با نتیجه ۳–۲، و هارتس شفیلد ونزدی را ۳–۰ در تینکاسل پارک شکست دادند. در بازی سلتیک و استون ویلا، "داور اسکاتلندی" نظر خود را گزارش داد که "ما فکر می‌کنیم که باید به افتخار قهرمانی لیگ بین‌المللی اهمیت بیشتری داده شود. این به معنای تلاش بزرگ از سوی باشگاه‌ها است و با توجه به چنین چیزی، فوتبال درخشانی که در عصر دوشنبه در سلتیک پارک دیده شد، ارزش سه برابر حضوری را دارد که در آن عصر جلسه را زیبا کرد.
علیرغم این اشتیاق ظاهری برای بازی در برخی از کوارترها، هیچ مسابقه‌ای بین دو برنده استون ویلا که با رنجرز (جام اسکاتلند) یا هارتس (اس‌اف‌ال) در دوره ۱۸۹۶–۹۷ بازی می‌کردند، انجام نشده بود، اما برعکس در مارس ۱۸۹۸ شفیلد یونایتد و سلتیک در برامال لین ملاقات کردند، قبل از اینکه مردان یورک‌شر (که ۱–۰ پیروز شدند) حتی به عنوان قهرمان انگلستان تأیید شوند. تیغه‌ها به عنوان قهرمانی ادامه دادند، و نتیجه بازی برگشت یک ماه بعد تساوی ۱–۱ بود. چهار برنده جام در ۱۸۹۸–۹۹ نام‌های آشنا بودند: استون ویلا، شفیلد یونایتد، سلتیک و رنجرز، اما به نظر می‌رسد هیچ مسابقه‌ای بین آنها ترتیب داده نشده‌است. مانند سال‌های گذشته، زمانی که فصل بعدی لیگ به پایان رسید، قهرمانان آن - استون ویلا و رنجرز - در اولین فرصت در گلاسکو بازی کردند که نتیجه آن تساوی بدون گل شد. داور اسکاتلندی گزارش داد که «هیچ یک از باشگاه‌ها نمی‌توانند ادعای قهرمانی کنند»، که نشان می‌دهد افتخاری در حال رقابت است، اما اسکاتسمن هیچ اشاره‌ای به جایزه‌ای به این عنوان نکرد، اگرچه اظهار داشت که تیم‌ها قوی بودند و مسابقه مشتاقانه‌ای داشتند.

### دهه ۱۹۰۰
در پایان فصل ۱۹۰۰–۰۱ هیچ نشانه‌ای از دیدار رنجرز قهرمان لیگ و لیورپول وجود نداشت، اما قهرمانان جام قهرمانی هارتس و تاتنهام هاتسپر (اعضای لیگ فوتبال جنوبی) در سپتامبر ۱۹۰۱(۰–۰ در لندن) به مصاف هم رفتند. و ژانویه ۱۹۰۲(۳–۱ به سود هارتس در ادینبرو). رقبای شهری هیبرنین، قهرمان جام اسکاتلند شدند اما هیچ سابقه‌ای از دیدار آنها با فینال جام حذفی ۱۹۰۲ با شفیلد یونایتد وجود ندارد و همچنین هیچ مسابقه‌ای بین قهرمان لیگ ساندرلند و رنجرز وجود ندارد. در پایان آن فصل، جام لیگ بریتانیا چهار تیمی - یک تورنمنت جمع‌آوری کمک‌های مالی پس از فاجعه ایبروکس در سال ۱۹۰۲- با حضور برندگان لیگ و نایب قهرمان هر دو کشور برگزار شد. با این حال، قهرمانان هرگز بازی دیگری انجام ندادند. در سال ۱۹۰۳ هیبس عنوان اس‌اف‌ال را به دست آورد و شفیلد ونزدی عنوان لیگ فوتبال را به دست آورد، در حالی که رنجرز جام اسکاتلند و بری جام حذفی را به دست آورد. رنجرز و بری بیش از دو مسابقه با هم دیدار کردند که هر دو بازی اول در روز کریسمس ۱۹۰۳ و بازی برگشت در ۴ ژانویه ۱۹۰۴ با نتیجه ۲–۱ توسط بری به اتمام رسید.
از گزارش‌های موجود، به نظر می‌رسد که مسابقه رنجرز و بری آخرین مسابقه بین دارندگان جام اسکاتلند و انگلیس در اوایل قرن بیستم بود؛ تا آن زمان لیگ‌ها قبلاً گسترش یافته بودند تا تاریخ‌های بیشتری را در تقویم فصل عادی به همراه سایر تعهدات تکمیل کنند. درحالی که سفرهای خارجی در فصل نزدیک برای باشگاه‌های پیشرو در دسترس‌تر می‌شد. با افزایش علاقه به ورزش و سطح مهارت در سراسر اروپا و آمریکا، دیگر قانع کننده نبود که یک رویداد منحصراً بریتانیایی را به عنوان «قهرمانی جهانی» توصیف کرد. تغییر چشم‌انداز فوتبال منجر به شروع جنگ جهانی اول در تابستان ۱۹۱۴ نشان داده شد، زمانی که دارندگان جام انگلیس و اسکاتلند - به ترتیب برنلی و سلتیک - هر دو در تور اروپای مرکزی بودند و مسابقه‌ای بین آنها در مجارستان با نام «جام بوداپست» ترتیب داده شد. یک مسابقه پر مشاجره با تساوی به پایان رسید. سلتیک سه ماه بعد در تارف مور یک بازی مجدد را برد، با جنگ که در حال حاضر در جریان بود (جایزه هرگز ارائه نشد، با جایگزینی که در سال ۱۹۸۸ ارائه شد). هر دو باشگاه مسابقات را در تورهای خود شکست داده بودند، و هر ادعایی از سوی سلتیک برای نوعی افتخار بزرگتر می‌توانست توسط دارندگان جام حذفی ایرلند شمالی، گلنتوران بلفاست که جام وین را برده بود، رویدادی مشابه در اتریش، به چالش کشیده شود.

## بازی‌ها
با توجه به تمام مسابقات شناخته شده بین باشگاه های واجد شرایط. برندگان با خط پررنگ مشخص شده اند. (ج) به معنای مسابقه بین برندگان جام، (ل) به معنای مسابقه بین قهرمانان لیگ است.
| سال         | فینال             | فینال | فینال              | ورزشگاه        | شهر      |
| سال         | تیم ۱             | نتیجه | تیم ۲              | ورزشگاه        | شهر      |
| ----------- | ----------------- | ----- | ------------------ | -------------- | -------- |
| ۱۸۷۶(ج)     | واندررز           | ۰–۶   | کویینز پارک        | اووال          | لمبت     |
| ۱۸۷۸(ج)     | واندررز           | ۱–۳   | ویل آف لون         | اووال          | لمبت     |
| ۱۸۷۹(ج)     | ویل آف لون        | ۵–۲   | اولد اتونیانس      | همپدن پارک     | کراسهیل  |
| ۱۸۸۰–۸۱(ج)  | کویینز پارک       | ۳–۲   | کلافام روورز       | همپدن پارک     | کراسهیل  |
| ۱۸۸۰–۸۱(ج)  | کویینز پارک       | ۱–۰   | کلافام روورز       | اووال          | لمبت     |
| ۱۸۸۲(ج)     | کویینز پارک       | ۸–۰   | اولد کارتوسیانس    | همپدن پارک     | کراسهیل  |
| ۱۸۸۳–۸۴(ج)  | دامبرتون          | ۶–۱   | المپیک بلکبرن      | بوگهید پارک    | دامبرتون |
| ۱۸۸۳–۸۴(ج)  | دامبرتون          | ۳–۴   | المپیک بلکبرن      | هولی ده وال    | بلکبرن   |
| ۱۸۸۷(ج)     | استون ویلا        | ۳–۰   | هیبرنین            | پری بار        | بیرمنگام |
| ۱۸۸۸(ج)     | رنتون             | ۴–۱   | وست برومویچ آلبیون | همپدن پارک دوم | کراسهیل  |
| ۱۸۸۹(ج)     | لانارک سوم        | ۳–۳   | پرستون نورث اند    | کاتکین پارک    | کراسهیل  |
| ۱۸۹۱–۹۲(ل)  | رنجرز             | ۱–۴   | اورتون             | ایبروکس پارک   | گوان     |
| ۱۸۹۱–۹۲(ل)  | رنجرز             | ۲–۰   | اورتون             | گودیسون پارک   | لیورپول  |
| ۱۸۹۲(ل و ج) | ساندرلند          | ۱–۰   | سلتیک              | نیوکاسل رود    | ساندرلند |
| ۱۸۹۲(ل و ج) | ساندرلند          | ۳–۰   | سلتیک              | سلتیک پارک     | گلاسگو   |
| ۱۸۹۳(ل و ج) | ساندرلند          | ۴–۲   | کویینز پارک        | نیوکاسل رود    | ساندرلند |
| ۱۸۹۳(ج)     | کویینز پارک       | ۵–۰   | ولورهمپتون واندررز | همپدن پارک دوم | گلاسگو   |
| ۱۸۹۴(ل)     | استون ویلا        | ۳–۲   | سلتیک              | پری بار        | بیرمنگام |
| ۱۸۹۴(ج)     | رنجرز             | ۳–۲   | نوتس کانتی         | ایبروکس پارک   | گوان     |
| ۱۸۹۵(ل)     | هارت آف میدلوتیان | ۳–۵   | ساندرلند           | تاینکاسل پارک  | ادینبرو  |
| ۱۸۹۶(ل)     | سلتیک             | ۳–۲   | استون ویلا         | سلتیک پارک     | گلاسگو   |
| ۱۸۹۶(ج)     | هارت آف میدلوتیان | ۳–۰   | شفیلد ونزدی        | تاینکاسل پارک  | ادینبرو  |
| ۱۸۹۸(ل)     | شفیلد ونزدی       | ۱–۰   | سلتیک              | برامال لین     | شفیلد    |
| ۱۸۹۸(ل)     | شفیلد ونزدی       | ۱–۱   | سلتیک              | سلتیک پارک     | گلاسگو   |
| ۱۹۰۰(ل)     | رنجرز             | ۰–۰   | استون ویلا         | ایبروکس پارک   | گوان     |
| ۱۹۰۱–۰۲(ج)  | تاتنهام هاتسپر    | ۰–۰   | هارت آف میدلوتیان  | وایت هارت لین  | لندن     |
| ۱۹۰۱–۰۲(ج)  | تاتنهام هاتسپر    | ۱–۳   | هارت آف میدلوتیان  | تاینکاسل پارک  | ادینبرو  |
| ۱۹۰۳–۰۴(ج)  | بری               | ۲–۱   | رنجرز              | گیگ لین        | بری      |
| ۱۹۰۳–۰۴(ج)  | بری               | ۲–۱   | رنجرز              | ایبروکس پارک   | گوان     |

### تورنمنت‌های بین انگلیس و اسکاتلند
- جام اتحادیه بریتانیا
- جام نمایشگاه امپراتوری
- جام تاج‌گذاری
- جام تکزاکو
- جام انگلستان-اسکاتلند
- جام قهرمانان دبی

### تورنمنت‌های بین‌المللی
- مسابقات بین‌المللی مطبوعات ورزشی
- جام سیر توماس لیپتون
- کوپا ریو
- جام باشگاه‌های جهان کوچک
- جام بین قاره‌ای فوتبال
- جام باشگاه‌های فوتبال جهان